# 格魯希夫卡 (別廖茲諾區)
50°48′38″N 26°48′13″E / 50.81056°N 26.80361°E
格魯希夫卡（烏克蘭語：Грушівка），是烏克蘭西北部的村莊，隸屬里夫內州的里夫內區。該村始建於1629年，面積0.97平方公里，海拔高度185米，2001年人口651。